# Jean-Honoré Bara
Pour les articles homonymes, voir Bara.
Jean-Honoré Bara, né le 4 juin 1798 et mort le 11 juillet 1864 à Châlons-en-Champagne, était un évêque français. Il fut coadjuteur de Châlons-en-Champagne en 1856 puis évêque à la suite de Victor de Prilly.

## Distinction
- Chevalier de la Légion d'honneur (11 aout 1860)[1]